# جام کنفدراسیون والیبال مردان اروپا
جام کنفدراسیون والیبال مردان اروپا (به انگلیسی: CEV Cup) معروف به سی ای وی کاپ یک دوره مسابقه والیبال برای باشگاه‌های والیبال مردان اروپا است که هر ساله توسط کنفدراسیون والیبال اروپا برگزار می‌شود. جام کنفدراسیون والیبال اروپا دومین تورنمنت معتبر باشگاه‌های اروپا بعد از لیگ قهرمانان والیبال اروپا است. این مسابقات تا سال ۲۰۰۰ با نام جام برندگان کنفدراسیون والیبال اروپا برگزار می‌شد و در سال ۲۰۰۷ به نام جام تیم‌های برتر کنفدراسیون والیبال اروپا تغییر نام یافت و تا سال ۲۰۰۷ با همین نام برگزار می‌شد. در سال ۲۰۰۷ این تورنمنت به جام کنفدراسیون والیبال اروپا تغییر نام داده شد و در حال حاضر با همین نام در حال برگزاری است.

## سی ای وی کاپ
| سال  | فینال                     | فینال                     | فینال                  |
| سال  | قهرمان                    | نتیجه                     | نایب قهرمان            |
| ---- | ------------------------- | ------------------------- | ---------------------- |
| ۲۰۰۸ | ام رم                     | ۳–۰                       | نولیکو مازک            |
| ۲۰۰۹ | لوکوموتیو بلوگوری بلگورود | ۳–۱                       | پاناتینایکوس           |
| ۲۰۱۰ | بانکا لانوتی کونئو        | ۳–۱                       | ایسکرا اودینتسوفو      |
| ۲۰۱۱ | سیسلی ترویزو              | ۲–۳ و ۳–۱                 | زاکسا کدژیرژن کوژله    |
| ۲۰۱۲ | دینامو مسکو               | ۳–۲ و ۳–۲                 | آسیکو رسوویا ژشوف      |
| ۲۰۱۳ | هالک بانک آنکارا          | ۳–۱ و ۳–۲                 | آندرولی لاتینا         |
| ۲۰۱۴ | پاریس                     | ۰–۳ و ۳–۱ (ست طلایی ۱۵–۸) | گوبرنیا نیژنی نووگورود |